# セガ・ハード・ガールズ
『セガ・ハード・ガールズ』は、セガが展開しているメディアミックス型コンテンツ。略称は「セハガール」。

## 概要
セガがこれまで開発・発売してきたゲーム用ハードを萌え擬人化したプロジェクトの名称および、それらのキャラクターを総称したもの。キャラクター原案はKEIが担当している。外観や性格面などは対象となるハードの特徴をとらえたものとなっている。セガはアーケード基板なども輩出しているが、初期段階でのキャラクター数が膨大になる点とマニアックすぎるため家庭用を中心にキャラクター化している。ただし、イラスト自体は『サムライ&ドラゴンズ』で描かれてはいる。
プロジェクトは2013年12月から開始され、グッズ展開や書籍化、ゲームタイトルへのゲスト参加、テレビアニメ、担当声優によるライブ活動などが進行している。
2015年4月に実施されたセガグループ再編に伴い、プロジェクトはセガホールディングス、セガゲームス、セガ・インタラクティブの3社共同による展開となった。

## キャラクター
現時点では17人存在し、各キャラクターには愛称が存在する。声はプロジェクト共通。
ドリームキャスト（ドリキャス）
声 - M・A・O
ピンク色で尖端の丸まったツインテール髪の少女。丁寧な口調で素直な性格だが、酷い発言も多い。多彩な表情で仲を繋げられる。貧乏な目に遭いやすい。ネット通信ができるが内蔵モデムを介してのダイヤルアップ接続でないとできない。そのためテレホタイム以外での接続は気乗りしない。
アニメでも基本的な性格は一緒だが、進んでダイヤルアップするシーンが多々ある。また、貧乏くじはサターンが引くようになったが、大きな貧乏くじに関してはドリキャスが引くこともある。
セガサターン（サターン）
声 - 高橋未奈美
黒いツインテール髪で、青と緑のヘテロクロミアの少女。やや斜に構えた性格で、他キャラクターのボケに突っ込むことが多い。表面的な振る舞いは成りきったものであり、褒められたりすると素が出そうになり慌てたりする。
アニメでも終始ツッコミ役。さらに貧乏くじをひく回数が多い。
メガドライブ（メガドラ）
声 - 井澤詩織
黒コートと短パンでメガネをかけた、金髪ロングストレートの少女。頭脳明晰で真面目な優等生キャラ。16-BITと書かれた分厚い辞書（通称16-BITペディア）を持ち発明家でもある。優等生キャラな行動とは対照的に女の子っぽいことにもあこがれている。アニメではドリキャスやサターンよりモーション（処理速度）が遅く、そのことを気にしている。そのため運動神経は悪く、『スペースチャンネル5』でダンスをミスしたり、『ジェットセットラジオ』ではインラインスケートで滑れなかったりしたが、『ボーダーブレイク』ではブラストランナー（いわゆる二足歩行ロボット）を誰よりも上手く扱っていた。エンディングでも一人踊っていなかったが、12話で他の2人と共にダンスを披露している。
セガ・マークIII（マーくん）
声 - 田中真奈美
ウサギ耳が付いた白髪で、マジシャン風な姿の少女。自分も他者も楽しませたいエンターテイナー的な明るい性格。そのためのネタを日々仕込んでいる。
マスターシステム（テムテム）
声 - 髙山ゆうこ
赤いラインが混じった黒髪にカジュアルな服、赤い目の少女。落ちついていながらも、美的感性を頼りに熱中する性格。意見を言うときに物怖じしないが、若干的を外すことも多い。
ロボピッチャ（ぴっちゃん）
声 - もものはるな
大きなポニーテールと子供服を着た小さな女の子。大きめの青いバットにボールストックを背負っている。好奇心旺盛で活発な性格。子供扱いされると怒る。プロフィール上では誕生日が不明となっている。
ビジュアルメモリ（めもりん）
声 - 上坂すみれ
羽のように整った青いツインテールと尖った耳を持つ妖精の様な少女。身長をドリームキャストの額ほどの大きさである8cmに小さくすることもできる。おしゃべり好きでありドリームキャストと姉妹のように仲が良い。空腹になりやすい体質の持ち主。
SC-3000（シーさん）
声 - 相沢舞
赤と白の和装に黒く流れる長髪が印象的の古風な大和撫子。一本気で頑固な性格で、口調もそれに現れている。武術に長け、師範代的な指導にも優れる。お茶が好みで、武術で使用する薙刀を所持している。
SG-1000（せん）
声 - 芹澤優
明るい青のショートツインテールに神秘漂う服装の少女。泣き虫のドジっ子で、元ネタのジョイスティックを模した明らかに重そうなモノリスを背負っている。モノリス自体の重さで彼女が泣いてしまうことを増やす要因となっているのだが、実は大人しい彼女のリミッターを兼ねており、激怒した際に溜め込まれた力が発動するため手がつけられなくなる。
SG-1000II（せんつー）
声 - 大空直美
花弁をあしらった衣装が目を惹く、全体的に白に染まった雰囲気を持つ少女。第三者から見て性格が読み取りづらい、いわゆる不思議ちゃんな性格で霊感体質を持つ。ふわふわと浮く能力も持っているが、制動力は無いようで強風など強い外部の圧力であっさり吹っ飛ばされる。
メガCD（メガシーさん）
声 - 三上枝織
金と黒があしらわれた部分的な甲冑とマントを身につけている女性。穏やかな母性に溢れた優しい性格で天然。動物や子供が好き。悪いことも信じてだまされるお人好しな面も。本人が知らずに毒舌を吐くこともある。
メガドライブ2（ちびドラ）
声 - 山岡ゆり
メガドライブの妹で、姉と同じ衣装を小さい体ながらそのまま着こんでいるような風貌。金髪のツインテール。姉相応に勉学に励むが、大人びた態度を取ろうと背伸びをする性格。ツンとした表情を見せているが、時折子供らしい態度を取らなかったことに悩んだり甘えたりする。
メガCD2（ディーツー）
声 - 金魚和嘉菜
スパッツをはいたマゼンタ色のスポーティな服装に異様に長い銀髪の少女。運動に使うと思われるCDやエアボードを所持している。爽やかな性格で即決断即行動がモットー。逆に言えばあわてんぼうなところがあり、他者からの依頼を早合点して、内容を後で聞きに戻ってきたりする。
スーパー32X（えくす）
声 - 鹿野優以
X字の羽のようなものなどX字のアクセサリーをまとい、流れる桃色の髪を持った長耳の少女。ビジュアルメモリと同じく、32cmまで小さくなれる。悪戯大好きで話術も得意な小悪魔っ子。
ジェネシス（ジェニー）
声 - 田野アサミ
スタイル並びに得意スポーツもカウガールな金髪少女。周囲を明るく引っ張ることができるリーダー気質の持ち主で、本人もハイテンションに動き回る。発言は若干アメリカナイズ。
テラドライブ（テラねーさん）
声 - 井上麻里奈
青混じりの黒い長髪に猫耳がついた女性。メガドラ、ちびドラと同じく彼女も薄いルーズリーフ調の16BIT辞書を所持。実務的な処理と思考に長けた能力で、性格も気品がある大人な女性。読書が好みなのだが、ルビ混じりに表現することがある。一方でロマンチストな内面も持ち、妄言情報や独り言を言うことがある。
ゲームギア（ムギ）
声 - 田中美海
全体的に黒いパーカーを着こんだ少女で、赤緑青の髪に大きめの人形を背負っている。疲労体質であるためインドア活動を中心にしている消極的な性格。少し距離を取った位置で他者に混じって楽しむことを好む。

### テレビアニメのキャラクター
センター先生
声 - 中裕司
セハガガ学園の教師で、その姿は「アソビン教授」のビット絵。セハガガ学園卒業のための課題を課す。好きな食べ物はしめ鯖。
ギリウス=サンダーヘッド
『ゴールデンアックス』より第1話・第4話・第8話などにゲスト出演。何かとサターンに縁があるらしい。
真宮寺さくら
声 - 横山智佐
『サクラ大戦』より第2、13話にゲスト出演。『バーチャファイター』の授業での最後の対戦相手として、光武に乗り込んだ姿で登場した。
うらら
声 - herself
『スペースチャンネル5』より第3、4、13話にゲスト出演。
ソニック・ザ・ヘッジホッグ
Dr.エッグマン
『ソニック・ザ・ヘッジホッグ』より第6、7、13話に登場。
キャロライン・ヨーコ・パウエル
『ダイナマイト刑事』より第8話にゲスト出演（イラストのみ）。セハガガ学園の買収やケチな性格の噂が絶えない。
コンゴボンゴ
『コンゴボンゴ』より第8話にゲスト出演。セハガガ学園ラブリーガールコンテスト（略称「セガラリー」）に優勝し、メダル100枚をゲット。
ロボ & モボ
『ボナンザブラザーズ』より第9話にゲスト出演。
ブルーノ・デリンジャー
『ダイナマイト刑事』より第9話にゲスト出演。浪人生となっている。
シャーロック・ホームズ
『ロレッタの肖像』より第9話にゲスト出演。
ミント君
『ガールズガーデン』より第9話にゲスト出演。
アダム・ハンター
『ベア・ナックル』よりゲスト出演の助っ人外国人。
ラッピー
『ファンタシースター』シリーズより第11話にゲスト出演。
ブラックアソビン
声 - 中裕司
12話に出演。卒業試験にセンター先生に代わって最後の課題を出し、スペースハリアーで自らボスとして立ちはだかる。
ネジタイヘイ
『ROOMMANIA＃203』より第12話にゲスト出演。ブラックアソビンワールドのバーチャファイターのリングにてブラックアソビンに操られて登場。
Vサターン
声 - 杉田智和
OVAに出演。セガサターンの日本ビクター版。
Hiサターン
声 - マフィア梶田
OVAに出演。セガサターンの日立版。
- HiサターンとVサターンには人間態が存在せず、ゲームハード機の姿をしている。

## 小説
現代日本にやってきたセガの女神にありがちなこと
作 - 師走トオル / イラスト - KEI / 電撃文庫（KADOKAWA アスキー・メディアワークス） 既刊2巻
東京の羽田に住む菅原勇雄のもとに、突如降臨してきたセガ・ハード・ガールズの面々が居候するストーリー。当小説においては、彼女らの名前が別に振られているのが特徴。

### 登場人物

#### 本作オリジナルのキャラクター
菅原勇雄
本作の主人公で穴守稲荷神社の跡取り息子だが、神様が苦手。ツッコミ役だがよく女神たちの地雷を踏んで騒ぎを起こすこともある。
菅原遊伊
勇雄の妹。小学生だが現在は嫁に行った姉の影響でゲーム知識が豊富で、マニアックすぎるツッコミには誰もついていけないほど。

#### セガハードの神たち
本作におけるセガ・ハード・ガールたち。全員セガハードの神様という設定。カッコ内は（名前の読み / セガ・ハード・ガールズとしてのキャラクター）の順。ただし、人間態が未登場および人間態の名前が不明のキャラクターは本来の名称のみで表記。
瀬賀守夢実（せがもりゆめみ / ドリームキャスト）
本作におけるメインヒロイン。勇雄の家に最初にやってきた女神でドリームブレードでたたり神を浄化する能力を持つ。新たなセガハード完成の夢を叶えるべくそのための調査として人間界に赴いた。なお、本作では人間態の際はツインテール先端のカールがなくなる。
瀬賀守ほたる（せがもりほたる / セガサターン）
本作では夢実（ドリキャス）の姉。最初は祟り神と化していたが、夢実の活躍で元に戻った後、彼女も菅原家の居候となる。
マークIII
菅原家の前で手品を披露していた女神。勇雄の一言でたたり神化するも無事に元に戻った。なお、人間時と女神時の違いは特徴であるウサ耳の有無。
ゲームギア
天界と夢見達との連絡役を担当する女神。
三千院幸枝（さんぜんいんさちえ / SC-3000）
セガハードの女神の中では古参に当たる人物で勇雄の家で巫女のアルバイトをずっとやっていた。
宮藤万葉（くどうまよ／メガドライブ）
勇雄や瀬賀守姉妹が通う品川高校の生徒会長。女生徒だが、ハーフパンツをはいているため男に見える。アニメ版とは違い運動もそれなりにできる方でほたる（サターン）と互角の空中戦を披露した。
冠崎杏果（かんざききょうか / スーパー32X）
品川高校生徒会書記。愛称は「えくす」で独特の口調でしゃべる。また、女神の時にはオリジナル設定同様小さくなることもできる。瀬賀守姉妹に対してはセガのハード業界撤退の一件から明確に敵対心を持っている。
ジェニー・アマチ（じぇにー・あまち / ジェネシス）
勇雄たちの上級生である（表向きは）留学生。元からのネアカな性格のため杏果とは逆に瀬賀守姉妹に敵対心は持っていない。
メガCD
品川高校生徒会会計で穏やかな性格。なお、万葉（メガドラ）の関係者のうち彼女のみ人間時の名前が明らかになっていない。

## 漫画
ちきう☆防衛隊! セハガール
『電撃マオウ』（KADOKAWA アスキー・メディアワークス）2014年10月号より2015年2月号までリレー連載。
原作 - セガ / 脚本 - 岐部昌幸 / 作画 - 田中圭一、葉生田采丸、サムシング吉松、押切蓮介、和田ラヂヲ、榎本俊二ほか

## ゲームでのコラボレーション
サムライ&ドラゴンズ
『激 サムライ＆ドラゴンズ 〜THE FINAL AWAKENING〜』のサポートキャラとしてドリームキャスト・セガサターン・メガドライブが登場。その後、家庭用キャラおよびアーケード基板キャラも加えた大人数が集結。
チェインクロニクルシリーズ
『チェインクロニクルV』および『チェインクロニクル〜絆の新大陸〜』に登場。
電撃文庫 FIGHTING CLIMAX
物語のキーキャラクターとしてドリームキャスト（本作では電神名義）が登場。なお、続編の『IGNITION』には登場しないがその代わりに『Hi☆sCoool! セハガール』のセハガガ学園がステージとして登場する。
ファンタシースターオンライン2es
esスクラッチに「セガ・ハード・ガールズ・チップコラボ」が配信。
超次元大戦 ネプテューヌVSセガ・ハード・ガールズ 夢の合体スペシャル
ネプテューヌシリーズとのクロスオーバーゲーム。主人公はネプテューヌサイドは同シリーズの主要キャラクターであるアイエフ（声 - 植田佳奈）、セハガールサイドは本作オリジナルキャラクターの瀬賀初美（声 - 新田恵海）が担当する。作中メインとなるセハガールはドリキャス、サターン、メガドラ、ゲームギアの4人で他のメンバーは拠点でのサポートを担当する。なお、本作におけるセハガールキャラデザインはネプテューヌシリーズのキャラクターデザインを担当しているつなこによって描かれている。
家電少女
番町製作所のゲームアプリ。セハガール同様に「機械と少女が融合した」キャラクターが数多く登場するという縁でコラボが実現した。2015年8月に期間限定でレアガチャやクエストでキャラクターをゲットできた。
スーパーロボット大戦X-Ω
ロボット作品のクロスオーバーゲーム。2017年10月の期間限定で登場。本作はロボットが登場しない設定上、本作のキャラクターはオリジナル機体「セハガリオン」に搭乗する。

## テレビアニメ
『Hi☆sCoool! セハガール』（ハイスクール セハガール）のタイトルで、2014年10月より12月までアニマックスにて15分枠で放送。2016年10月からはTOKYO MXでも放送。
東京・羽田大鳥居にある「セハガガ学園」に入学したセガサターン・ドリームキャスト・メガドライブ。3人は「センター先生」を名乗る教師から「単位メダル100枚を獲得すればこの学園の卒業を認める」と告げられ、ゲームに仕組まれた課題に挑む。
3人は通常時はSDキャラクターだが、ゲーム世界では原作イラストに近い8頭身キャラクターに変身可能。また、セガのゲームキャラクターも多数登場する。話に関しては2話完結式と1話完結式の2パターンがある。

### スタッフ
- 原作・監修 - SEGA / セガ・ハード・ガールズ プロジェクト
- 監督 - 菅原そうた
- 脚本 - 岐部昌幸、菅原そうた
- 原作キャラクターイラスト - KEI
- CGキャラクターデザイン - キオ、菅原そうた
- CGディレクター - 渡辺誠之
- MMDディレクター - ポンポコP
- 音楽 - とくさしけんご
- プロデューサー - 中山雅弘、高達俊之
- アニメーション協力 - 6次元アニメーション
- 制作 - トムス・エンタテインメント、ジーニーズ
- 製作 - セハガガ学園理事会

### 主題歌
オープニングテーマ「セハガガガンバッちゃう!!」（第1話、第3話、第5 - 13話）
作詞 - 菅原そうた、杉本善徳 / 作曲 - 杉本善徳 / 編曲 - 藤田よしひさ / 歌 - ドリームキャスト（M・A・O）、セガサターン（高橋未奈美）、メガドライブ（井澤詩織）
第1話ではエンディングテーマとして使用。
エンディングテーマ「若い力 -SEGA HARD GIRLS MIX-」（第2話、第4話、第5 - 13話）
作詞 - セガ社員 / 作曲 - 若草恵 / 編曲 - 藤澤健至 / 歌 - SC-3000（相沢舞）、SG-1000（芹澤優）、SG-1000II（大空直美）、ゲームギア（田中美海）、ロボピッチャ（もものはるな）
原曲はセガの社歌。

### 挿入歌
「ゲキテイ（檄！帝国華撃団）」（第2話）
作詞 - 広井王子 / 作曲 - 田中公平 / 編曲 - 根岸貴幸 / 歌 - 横山智佐&帝国歌劇団
テレビアニメ版サクラ大戦のオープニングテーマ、 真宮寺さくらの登場シーンで使用された。
「きっと、大丈夫です！」（第11話）
歌 - ドリームキャスト（M・A・O）

### 各話リスト
| 話数  | サブタイトル | 授業内容（学校行事）                                                                     | 16-BITpedia | 放送日         |
| ----- | --- | ---------------------------------------------------------------------------------------- | --- | -------------- |
| 1bit  | いつだって10年早いんだよ！                                                                                        | バーチャファイター                                                                       | ドリームキャスト ゴールデンアックス                                                                                       | 2014年 10月8日 |
| 2bit  | コンボでつなげ 熱い気持ち                                                                                         | バーチャファイター                                                                       | セガサターン ジェフリー・マクワイルド                                                                                     | 10月15日       |
| 3bit  | アップ、ダウン、レフト、ライト、たまにナナメ上                                                                    | スペースチャンネル5                                                                      | メガドライブ ボスニア・ヘルツェゴビナ                                                                                     | 10月22日       |
| 4bit  | 【セハガール】スペースチャンネル5【踊ってみた】                                                                   | スペースチャンネル5                                                                      | うらら モロ星人 | 10月29日       |
| 5bit  | ぷよ+ぷよ+ぷよ+ぷよ=0                                                                                             | ぷよぷよ                                                                                 | スペースハリアー シャドー・ダンサー                                                                                       | 11月5日        |
| 6bit  | センター先生のセンター試験                                                                                        | ボーダーブレイク                                                                         | クーガー NX センター先生のセンター試験                                                                                    | 11月12日       |
| 7bit  | エッグマンvsソニック with セガ・ハード・ガールズ                                                                  | ボーダーブレイク                                                                         | ソニック ドクター・エッグマン                                                                                             | 11月19日       |
| 8bit  | 輝け！ 第54回！ 脳天直撃！ポロリはないけど、ポロリ青春 限界のバリアを打ち破れ！ セハガガ学園文化祭！              | （セハガガ学園文化祭） セハガガ学園ラブリーガールズコンテスト                            | 輝け！第54回 脳天直撃！ポロリはないけどポロリ青春 限界のバリアを打ち破れ!!セハガガ学園文化祭 ザ・ハウス・オブ・ザ・デッド | 11月26日       |
| 9bit  | 武器強化の成功率50%、体感では15%説                                                                                | チェインクロニクル                                                                       | 遅延苦労 ブルーノ・デリンジャー                                                                                           | 12月3日        |
| 10bit | 壊れかけのジェットセットラジオ                                                                                    | ジェットセットラジオ                                                                     | シブヤチョウ 忍 Shinobi                                                                                                   | 12月10日       |
| 11bit | ドリラッピー、サタラッピー、メガラッピー、??ラッピー                                                              | ファンタシースターオンライン2 エピソード3 シャイニング・フォース クロスエクレシア ゼニス | ラッピー 獣王金融 | 12月17日       |
| 12bit | セハガ、卒業するんだってよ                                                                                        | ブラックアソビンワールド スペースハリアー                                                | | 12月24日       |
| 13bit | いつだって、つながってますから！                                                                                  | （セハガガ学園卒業式）                                                                   | | 12月24日       |
| 14bit | 「第54回 ハンパじゃノー！全力でグー！優勝するのはオンリーユー！すべての学校行事を過去にする！セハガガ学園体育祭」 | （セハガガ学園体育祭）                                                                   | 第54回 ハンパじゃノー！全力でグー！優勝するのはオンリーユー！すべての学校行事を過去にする！セハガガ学園体育祭 ハングオン  | [ 注 10 ]      |

### 放送局
| 放送期間                 | 放送時間                     | 放送局       | 対象地域・備考                                           |
| ------------------------ | ---------------------------- | ------------ | -------------------------------------------------------- |
| 2014年10月8日 - 12月24日 | 水曜 22:00 - 22:15           | アニマックス | 日本全域 / リピート放送あり 土曜 23:30 - 23:45は無料放送 |
| 2016年10月8日 - 12月31日 | 土曜 1:40 - 1:55（金曜深夜)  | TOKYO MX     | 東京都                                                   |
| 2018年1月4日 -           | 木曜 0:15 - 0:30（水曜深夜） | とちぎテレビ | 栃木県                                                   |

| 放送期間         | 放送時間            | 配信元             | 備考                                          |
| ---------------- | ------------------- | ------------------ | --------------------------------------------- |
| 2014年10月11日 - | 土曜 23:30 - 23:45  | ニコニコ生放送     | 第7話よりエンドカード（視聴者より募集）を使用 |
|                  | 土曜 23:30 更新     | GYAO!              |                                               |
|                  | 土曜 23:45 更新     | ニコニコチャンネル | エンドカードを生放送と同じく第7話より使用     |
| 2014年10月12日 - | 日曜 12:00 更新     | ビデオパス         |                                               |
|                  | 日曜 12:00 更新     | J:COMオンデマンド  |                                               |
|                  |                     | バンダイチャンネル |                                               |
|                  | 隔週日曜 12:00 更新 | dアニメストア      | 第2回以降、2話ずつ更新                        |
|                  | 日曜 15:00 更新     | U-NEXT             |                                               |

### BD / DVD
| 巻 | 発売日        | 収録話          | 規格品番  | 規格品番  |
| 巻 | 発売日        | 収録話          | BD        | DVD       |
| -- | ------------- | --------------- | --------- | --------- |
| 1  | 2014年12月2日 | 第1話 - 第5話   | BBXA-1071 | BBBA-2541 |
| 2  | 2015年1月6日  | 第6話 - 第9話   | BBXA-1072 | BBBA-2542 |
| 3  | 2015年2月3日  | 第10話 - 第13話 | BBXA-1073 | BBBA-2543 |

OVA1話を追加したDVD-BOX『Hi☆sCoool! セハガール コンプリートDVD 〜7人揃ってHiな気分でVサイン！ 1bitオマケつき！〜』(JINN-1001)が2016年11月3日に発売された。新作OVAの他にメインガール7人総登場のOPフルサイズPVが映像特典として付録。なお、2017年6月30日まで有効な、メイン3人の水着姿8頭身や後輩4人のSDキャラクターなどのMMDモデルを公式サイトからダウンロード出来るボーナスコードが付属する。

## ウェブラジオ
セハガールのハードなSEGA情報RADIO「セハラジ」
2014年10月12日より2018年7月1日まで文化放送 超!A&G+にて配信されていた。配信日時は毎週日曜 19:00 - 19:30。超!A&G+での配信の翌水曜日にAG-ON Premiumにてオンデマンド配信。メインパーソナリティは、もものはるな（ロボピッチャ 役、第130回から）で、後述のゲストパーソナリティと共に番組を進行する。テレビアニメの振り返りやセガに関するゲームの紹介、ニュース、おたよりを紹介する番組内容となっている。
『チュウニズム』稼働付近から、メディアミックス企画「イロドリミドリ」のコーナーも併設されている。
メインパーソナリティ
| 名前         | 役名            | 出演回                                            |
| ------------ | --------------- | ------------------------------------------------- |
| 井澤詩織     | メガドライブ 役 | 第1回（2014年10月12日） - 第77回（2016年3月27日） |
| 高橋未奈美   | セガサターン 役 | 第77回（2016年4月5日） - 第129回（2017年3月26日） |
| もものはるな | ロボピッチャ 役 | 第130回（2017年4月2日） - 第195回（2018年7月1日） |
ゲストパーソナリティ
| 名前         | 役名                | 出演回 |
| ------------ | ------------------- | --- |
| M・A・O      | ドリームキャスト 役 | 第1回 - 第4回、第8回（ゲスト）、第19回、第54回 - 第55回 |
| 山岡ゆり     | メガドライブ2 役    | 第5回 - 第8回、第13回 - 第14回、第38回 - 第39回、第74回 - 第79回、第118回 - 第119回、第122回 - 第125回、第148回 - 第153回、第158回 - 第159回 第172回 - 第175回 |
| 芹澤優       | SG-1000 役          | 第9回 - 第12回、第94回 - 第97回、第140回 - 第145回、第159回 |
| 田中真奈美   | セガ・マークIII 役  | 第15回 - 第18回、第80回 - 第85回、第120回 - 第121回、第126回 - 第131回、第154回 - 第161回、第176回 - 第183回、第188回 - 第189回                                |
| 高橋未奈美   | セガサターン 役     | 第19回 - 第25回、第54回 - 第55回、第68回 - 第71回 |
| 三上枝織     | メガCD 役           | 第26回 - 第31回 |
| もものはるな | ロボピッチャ 役     | 第32回 - 第37回、第86回 - 第93回 |
| 髙山ゆうこ   | マスターシステム 役 | 第40回 - 第43回、第98回 - 第103回、第132回 - 第137回 |
| 上坂すみれ   | ビジュアルメモリ 役 | 第44回 - 第47回 |
| 鹿野優以     | スーパー32X 役      | 第48回 - 第53回、第146回 - 第147回 |
| 田中美海     | ゲームギア 役       | 第56回 - 第61回 |
| 大空直美     | SG-1000II 役        | 第62回 - 第67回 |
| 相沢舞       | SC-3000 役          | 第104回 - 第107回 |
| 田野アサミ   | ジェネシス 役       | 第108回 - 第111回 |
| 金魚わかな   | メガCD２ 役         | 第112回 - 第117回、第168回 - 第171回 |
| 井澤詩織     | メガドライブ 役     | 第158回 - 第159回 |
セハガール以外のゲストパーソナリティ
| 名前       | セガとのかかわり                                          | 出演回                                        |
| ---------- | --------------------------------------------------------- | --------------------------------------------- |
| 佐倉薫     | アーケードゲーム『チュウニズム』 イロドリミドリ 小仏凪 役 | 第138回 - 第139回、第158回、第162回 - 第167回 |
| 横山智佐   | TVゲーム『サクラ大戦』 真宮寺さくら 役                    | 第184回 - 第187回                             |
| 加藤里保菜 | 舞台『ナナマルサンバツ』 上月由貴 役                      | 第190回 - 第195回                             |

## ディスコグラフィ
| 発売日         | 商品名                                                                              | 収録内容 | 備考 |
| -------------- | ----------------------------------------------------------------------------------- | --- | ---- |
| 2014年10月22日 | Blooming!! /若い力 -SEGA HARD GIRLS MIX- ・EYCA-10119                               | 1.Blooming!! 2.若い力 -SEGA HARD GIRLS MIX- 3.Blooming!! (instrumental) 4.若い力 -SEGA HARD GIRLS MIX-(instrumental) |      |
| 2015年4月27日  | セガ・ハード・ガールズ ドラマCD「アイドルオーディション」 ・HSB-0288                | 1. オープニング「Blooming!!」（ショート Ver.） 2. チームA/ドリキャス、サターン、マーくん、テムテム、めもりん 3. チームS/ぴっちゃん、シーさん、せん、せんつー 4. チームE/メガドラ、メガシーさん、えくす、テラねーさん 5. チームG/ちびドラ、ディーツー、ジェニー 6. エピローグ〜エンディング「若い力 -SEGA HARD GIRLS MIX-」（ショート Ver.） |      |
| 2016年7月6日   | セガ・ハード・ガールズ ヴォーカルトラックス 『十年先へ、すすめ！』 ・XQMQ-1008      | 1.十年先へ、すすめ！ 2.ショータイム！ 3.GOLDEN MEMORIES 4. 十年先へ、すすめ！ (instrumental) 5. ショータイム！ (instrumental) 6. GOLDEN MEMORIES (instrumental) 7. ボーナストラック（音声ドラマ） 「ジェットセット放課後ラジオ“大鳥居からこんにちは”」                                                                                      |      |
| 2016年7月6日   | 『ついて来い！メガドライバー/レッツゴー！ぴっちゃん〜あぁ青春の日々〜』 ・XQMQ-1007 | 1.ついて来い！メガドライバー 2.レッツゴー！ぴっちゃん〜あぁ青春の日々〜 3. ついて来い！メガドライバー (instrumental) 4. レッツゴー！ぴっちゃん〜あぁ青春の日々〜 (instrumental） |      |